# 矢埜愛茉
矢埜 愛茉（やの えま、1996年2月13日 - ）は、日本のAV女優、元グラビアアイドル、女優。東京都出身。BBT→Alpを経てジュンプロ所属。旧芸名は前田 美里（まえだ みさと）。

## 略歴
アプリ「美少女時計」モデルに応募したところ事務所からスカウトされ、2011年3月、ガールズロックユニット「AppleTale」に加入。2013年、ユニットが活動休止となる。
2014年6月、日テレジェニック2014に選ばれる。同期は葉月あや、石岡真衣など。当人はこの時期に仕事を増やせなかったことを「運がなかった」と悔いている。
アイドルユニット「Snow Drops」を結成し、2014年にシングルCDをリリース。2016年9月、ユニット解散。2017年3月、エヌウィードを退所。
思い通りの道を歩めていないと感じ、21歳から一般事務職へと就職。しかし周囲になじめず約1年で退職した。
2018年3月、ファーストライン所属。2019年1月、4年ぶりのイメージビデオを発売。2020年3月、ファーストラインを退所。
2020年8月、「ヤングアニマル×LINE LIVE 誌面グラビア争奪オーディション」優勝。
2021年7月、「『前田美里×FLASH』芸能生活10周年に念願の1st写真集を作りたい！」としてCAMPFIREでクラウドファンディングを実施し、見事達成。
2022年2月、『FLASH』(光文社)2月8日号にて、セミヌードを披露。同年2月14日セミヌード写真集『#カレのカメラロール』光文社より発売。念願であった書籍写真集を発売するも、コロナ禍と重なり、決意のセミヌードも発売イベントは未開催となった。当人の言葉を借りれば既存ファンの反響は大きかったものの「世に広まることがなく」「（いい作品なのに）見てもらえない」作品であったという。
2023年、『FRIDAY』（講談社）8月18日号にて、人生初のフルヌードを披露。同年9月29日、初のフルヌード写真集『記憶の雫』（講談社）が発売。ヌードはグラビア活動に限界を感じ、別の表現がしたかったことで決心。また写真撮影を通じてヌードにも抵抗がなくなってきた時期だったという。
2024年1月8日付け東京スポーツにてAV女優転向が報道された。東スポでは「アイドル時代から性的なイメージを極力出さないようにしていたことが、逆にコンプレックスになってしまった」と転向理由を記述。破格の契約金となっていること、「決意までに半年以上かかった」、『記憶の雫』発売時点で決心は固まっていたことなどの内情が報じられた。
2024年1月9日、自身のSNSにて前田美里から矢埜愛茉（やのえま）への改名および、AVデビューが報告された。インタビューでは前述の報道内容に加えてセクシー女優という職業への世間の価値観が変わってきたことも大きいと答えている。またデビューを決めた時点からAV関連ではBBT所属となった。
AV新法の兼ね合いにより約半年前にデビュー作を撮り終えており、この間前田美里としての仕事と同時進行で活動していたので、情報解禁の際は「やっとここまできた」という心境だったという。
同年1月1日週FANZA通販フロアランキングにて、デビュー作『芸能人 矢埜愛茉 AV DEBUT』がBlu-ray版が10位。特別パッケージ版が1位を記録。1月8日週同ランキングでも1位を維持した。1月22日週は6位。1月29日週も5位とランキング入りを維持。2024年1月度FANZA通販フロア月間AV女優ランキング7位を記録。
2024年1月29日週FANZA動画フロアでもデビュー作が1位を記録。2月5日週同ランキングで3位浮上。2024年2月度FANZA動画フロアランキングでデビュー作が月間1位を記録。
同年2月26日週FANZA通販フロアランキングで『1億円契約の芸能人が衝撃の4本番解禁！矢埜愛茉』が初登場4位を記録。2024年2月26日週FANZA動画フロアランキングでも同作品は4位となった。FANZA通販フロアでの2024年3月期女優ランキング7位ランクイン。
4月22週FANZA通販フロアランキングにおいて『芸能人、汁まみれ。矢埜愛茉』が4位ランクイン。4月29日週FANZA通販フロアランキングにおいて、『芸能人、汁まみれ。矢埜愛茉』が2位となる。
6月10日週FANZA通販フロアランキングにおいて、『芸能人の風俗初体験フルコース 会員制の高級風俗で最高のおもてなしサービス 矢埜愛茉』が初登場10位となる。
同年6月23日の写真集『ema』（双葉社）発売を記念したインタビューでは、グラビア時代より体つくりに力を入れており、約5キロ減量したことを告白している。同年9月からは待望のラジオ番組『ポッドキャストを初めて聴いて「いいな」と思ったお姉さんがまさかセクシー女優の矢埜愛茉??虜になるのは間違いなくラジオライフが変わりそう』をTBSポッドキャストで開始。同年12月24日、光文社『FLASH』が独自集計した「FLASHセクシー女優ランキング2024」で7位となる（SODレーベルでは1位）。2025年1月、前事務所解散によりジュンプロ所属となったことを報告。
2025年1月11日から13日まで、東京・渋谷のSOCIAL TOKYOで開催されたデビュー1周年記念写真展「イギリス旅行記・セルフプロデュース写真展」を開催。

## 人物・エピソード
- 後述のように多趣味で知られる。特技はコルネットを吹くこと。東京都足立区生まれ[44]。中学2年で神奈川県川崎市に引っ越した[44]。
- チャームポイントは長いまつ毛とお尻。胸のサイズは10代までは小さく、Bカップ。20歳を境に女性らしい体つきとなった[45]。ヌードを披露して以来、ぷっくり乳輪を評価する声も多いという[45]。ヒップはグラビア時代から桃のようと評価する声があり、ケアなどを気を付けていた[45]。AV業界でも褒められることは多い[45]。
- キャッチコピーは「ただのチビでは終わらない！」[46]。
- ライブ動画配信サービスの中で自身のファンを当時の流行語に擬え「ワンチーム」と称して、ファンと一身となり活動を頑張る事を言及しており、リスナーの心を掴んでいった。
- アイドルを離れ、一般企業での勤労経験もある。また2023年春まではコンセプトカフェで働いていた。
- ドラえもんが大好きで、ライブ動画配信サービスやSNSにて過去獲得してきた多くのドラえもんグッズコレクションを紹介している。
- 「むーちゃん」という名の愛犬♂(ペキビション)がおりライブ動画配信サービスでも度々登場している。思春期男子のような性格で求愛をし、かまって欲しさのあまりライブ動画配信サービスやSNSの中では部屋を駆け回ったり、甘える仕草を見せている。暴れ回った挙句、「むーちゃんやめなさい！」と叱られる様子がライブ動画配信サービスの中では恒例のやり取りとなっており、その微笑ましさからファンにも愛されるマスコット的存在となっている。その貢献度から、ライブ動画配信サービスの中で公式に愛犬に類似した絵文字と犬の足跡と青いハートマークが前田美里時代のファンマークとなった。

### カメラ
- 趣味は一眼レフ。前述の趣味の写真撮影に関しては、一眼レフやインスタントカメラで撮影した情緒的な写真をSNSの中でも紹介している。2023年にはアマチュアカメラマンとして、露出計メーカー・セコニックの公式動画に出演[47]。きっかけは2つあり、撮影会の時にファンと機材のことを話していたときにお下がりのカメラをもらったこと、友人が夢の国で働いていたときに踊ってる姿を撮りたいと思ったこととしている[48]。

### アイドル鑑賞
- 櫻坂46(欅坂46より2020年10月14日改名)、日向坂46のファン。櫻坂46の推しメンは守屋茜[49]。日向坂46では渡邉美穂推し。

### ラジオ
- ラジオを聴くことが小学生から趣味で、『オールナイトニッポン』（ニッポン放送）に出演することを目標としている[50]。お笑い芸人による深夜ラジオをベースに、アイドルや関わったタレントのラジオまで幅広く聞いている[7]。
- なお、深夜ラジオを通じて下ネタ耐性がついており、元来エロトーク好きだった[26]。しかしアイドル時代は正統派、ロリ系イメージを保つプロ意識からこれを封印[26]。むしろ遠ざけていた一方でイメージビデオではエロを求められるため、苦手意識もあったという[26]。AV転向後レギュラーを務める『ニューヨークと矢埜愛茉の夜遊びジャングル』では本来のラジオ好きとあいまって肩の荷を下ろしたさらけ出しトークを行っている[26]。

### AV関連
- 初体験は高校2年生の夏休み[3]。AVデビューまでの経験人数は10人程度[3]。転身理由は複数あるが、2024年のFLASHでのインタビューでは、何が向いているか試行錯誤の中で幅を広げたかったこと、いずれはAV監督として作品作りがしたいことを挙げている[51][52]。得意技はフェラチオ[53]。
- AVデビューを決めるまで、『an・an』特集されていたSILK LABO作品くらいしかきちんと見たことがなかった。面接のためSOD本社を訪れた時にSILK LABOがSOD系列だと知った。
- AVライターのくろがね阿礼は「グラビア時代は清純キャラだったので、AVデビューは衝撃的だった」と転向時の驚きを表し[54]、「唾液がたっぷりのじゅぽフェラ手コキが見もの」「小さな体を生かして、背面駅弁のようなダイナミックが体位が多いのもナイス」と技巧を評した[54]。AVライターのさおりも舐め技と手テク（スクリュー手コキ）を評価しており、加えて臀部を生かした背面騎乗位を「絶景オブ絶景」と評論した[55]。
- 舞台、映画など演劇キャリアが多かったこともあり、自身では「私はドラマものが向いている」と述べており、評価の声も多い[56]。

## 出演

### テレビドラマ
- スプラウト（2012年7月7日 - 9月29日、日本テレビ） - クラスメイト 役

### テレビバラエティ
- アイドルの穴2014〜日テレジェニックを探せ!〜（2014年4月5日 - 6月21日、日本テレビ）
- 東京暇人 (2015年5月、日本テレビ)
- ゴッドタン〜The God Tongue 神の舌〜「マジギライ1/5」（2022年6月、テレビ東京）
- もうバカリズムさんの超H #51 (2024年3月31日、フジテレビONE)
- ケンコバのバコバコナイト「バコバコSXII」（2025年1月31日 - 2月21日、サンテレビ）
- 聞き耳キタニ（2025年6月5日、6月12日、テレビ朝日）

### ウェブバラエティ
- ヒロミ・指原の“恋のお世話始めました” （2021年12月、AbemaTV）
- チャンスの時間（2022年5月、AbemaTV）
- テリー伊藤のお笑いバックドロップ（2024年11月25日[57]、11月28日、テリー伊藤のお笑いバックドロップ/YouTube）

### ラジオ
- 安藤遥のあんぱる流儀!?（2013年6月 - 2014年3月、FM西東京）
- 金8ガールズ（2020年8月 - 2021年6月、渋谷クロスFM [58]）
- 『前田美里のしゃべりたりない(仮)』in渋谷クロスFM（2023年11月24日、渋谷クロスFM）
- BKBの真夜中ブンブンラジオ（2024年1月7日、文化放送）
- ニューヨークと矢埜愛茉の夜遊びジャングル（2024年1月14日 - 3月31日、文化放送）※第1回放送のみ「ニューヨークのラジオ（仮）」のタイトルで放送[59]
- さらば青春の光がTaダ、Baカ、Saワギ（2025年4月27日、TBSラジオ）

### ウェブラジオ
- 前田美里のしゃべりたりない(仮)（2023年10月6日 - 2024年1月5日、ポッドキャスト [60]）
- 矢埜愛茉のしゃべりたりない（2024年3月1日 - 9月6日、ポッドキャスト）配信回数は前田時代からの連番で初回が第14回。第40回が最終回となった。
- ポッドキャストを初めて聴いて「いいな」と思ったお姉さんがまさかセクシー女優の矢埜愛茉??虜になるのは間違いなくラジオライフが変わりそう（2024年9月13日 - 、TBS Podcast[61][62]）
- エレ片のポッ!Podcast（2025年7月19日、TBS Podcast）

### 舞台
- エアースタジオ「SAKURA[63]」A班（2011年3月24日 - 28日、エアースタジオ） - 那江 役
- エアースタジオ「GO, JET! GO! GO! Vol.3 〜Mr.Moooon Light〜[64]」B班（2012年3月16日 - 25日、アクアスタジオ）
- エアースタジオ「GO, JET! GO! GO! vol.3 〜Mr.Moooon Light〜 Apple Tale version[65]」Bチーム（2013年3月20日 - 24日、アクアスタジオ）
- 朝倉薫プロデュース「遥かなるミドルガルズ[66]」（2013年8月21日 - 25日、新宿・シアターブラッツ）
- 朝倉薫演劇団「少女人形舞台 幻奏の宴 Vol.13 〜夏の終わりのカーニバル〜」（2013年9月1日、なかの芸能小劇場）
- エアースタジオ「GO, JET! GO! GO! vol.5 〜涙のドライマティーニガールズにライバルしゅつげん!?〜[67]」Bチーム（2013年10月1日 - 6日、アクアスタジオ） - メグ 役
- 私立ルドビコ女学院「最凶ガール」（2014年4月22日 - 27日、新宿・サンモールスタジオ） - 岸本来夢 役
- アリスインプロジェクト「戦国降臨ガール・R[68]」（2014年10月29日 - 11月3日、六行会ホール） - 紅花（ほんふぁ） 役[69]
- 朝倉薫プロデュース「遥かなるミドルガルズ[70]」（2015年2月27日 - 28日、新宿・シアターブラッツ） - 日替わり出演 トゥオネラ 役[71]
- 私立ルドビコ女学院「ロスト・セブンティーン」（2015年4月1日 - 5日、新宿・サンモールスタジオ） - 岸本来夢 役
- シズ☆ゲキ「進め! 春川女子高校2 〜ハルジョの七不思議〜[72]」（2015年7月8日 - 12日、シアターKASSAI） - 中村朋恵 役[73]
- エヌウィード「舞台版 向日葵」（2015年11月18日 - 23日、ウッディーシアター中目黒） - 榊恵理 役
- エアースタジオ「GO, JET! GO! GO! vol.9 -ラストメモリーは突然に-[74]」Aチーム（2016年2月11日 - 22日、アクアスタジオ） - 美月 役
- メディアゲート「舞台版 てーきゅう〜先輩とめぐりあう時間たち〜ディレクターズカット[75]」チーム・ツッパリくん（2016年3月16日 - 21日、日本芸術専門学校大森校劇場） - 新庄かなえ 役[76]
- アサルトリリィ×私立ルドビコ女学院「シュベスターの祈り」（2016年4月16日 - 24日、新宿・サンモールスタジオ） - 主演・岸本・ルチア・来夢 役[77]
- アサルトリリィ×私立ルドビコ女学院「シュベスターの秘密」（2016年9月16日 - 23日、新宿・サンモールスタジオ） - 主演・岸本・ルチア・来夢 役[78]
- アサルトリリィ×私立ルドビコ女学院「シュベスターの誓い」（2017年3月1日 - 5日、中野ザ・ポケット） - 主演・岸本・ルチア・来夢 役[79]
- ミュージカル・ギルドq.「Signs!〜微力だけど無力じゃない〜」（2019年8月8日 - 12日、渋谷区文化総合センター大和田・伝承ホール） - Aチーム アンサンブル/Bチーム 岩永友美 役[80][81]
- ピウス企画「オールドメイド[82]」（2020年11月26日 - 12月6日、中野ザ・ポケット） - 表杏子 役[83]
- ピウス企画「虚言癖倶楽部[84]」（2021年1月6日 - 17日、池袋・シアターKASSAI） - 青山若葉 役[85]
- Air studio co.,ltd.「-森田このみプロデュース-GO,JET!GO!GO!vol.6-追憶のブルージーン・クリスマス-[86]」（2022年10月13日 - 16日、A-Garage） - メグ 役[87]

### イベント
- TOKYO IDOL FESTIVALオンライン2020　イベント内「TOKYO GRAVURE IDOL FESTIVALオンライン2020」2020年10月4日出演[88]
- idore:Projectオープニングメンバー（10/12）2020年12月11日 - 2023年4月8日[89]

### 映画
- 勿忘草〜wasurenagusa〜（2012年、監督：菊地恭兵）[90]
- 呪ギャル〜芸能怨霊伝説〜（2015年、監督：夏目大一朗）[91]
- 東京女子刑務所 CHAPTER１・エリア88（2015年、監督：越坂康史）[92]
- 心霊食堂2（2016年、監督：夏目大一朗）[93]
- デッドクック（2016年、監督： 佐々木勝己）[94]
- 超鬼やば!（2017年、監督：渡邊和哉）[95]

### 雑誌
- Koh→Boh vol.11（2011年10月3日、海王社）
- Koh→Boh vol.13（2012年4月3日、海王社）
- Twin→Boh vol.1（2012年6月2日、海王社）
- Koh→Boh vol.15（2013年4月3日、海王社）
- Koh→Boh vol.16（2013年10月3日、海王社）
- 週刊ヤングマガジン 28号（2014年7月14日、講談社）[96]
- ヤングアニマル 21号（2020年10月23日 白泉社）[97]

## 作品

### 映像作品

#### イメージビデオ
- うしろからまえだ（2011年10月25日、EIC-BOOK）[98]
- ミニ☆キュート（2013年2月25日、EIC-BOOK）[99]
- 日テレジェニック2014 (2014年9月24日、VAP）[100]
- おとなすいっち（2015年1月30日、グラッソ）[101]
- サイレント・ラブ（2019年1月25日、竹書房）[102][9]
- 恥じらいBible（2019年4月19日、イーネット・フロンティア）[103]
- 天使のトキメキ♡（2019年7月20日、ラインコミュニケーションズ）[104]
- ふたりのひめごと（2019年12月20日、イーネット・フロンティア）[105]
- Ema Naturally・矢埜愛茉（2024年7月18日、REbecca）

#### アダルトビデオ

##### 2024年
- 芸能人 矢埜愛茉 AV DEBUT（2月8日、SODクリエイト）[106]※2月6日先行配信[7][56]
- 1億円契約の芸能人が衝撃の4本番解禁！矢埜愛茉（4月11日、SODクリエイト）[54]※3月5日先行配信
- 芸能人、汁まみれ。矢埜愛茉（5月9日、SODクリエイト）※4月30日先行配信[107]
- 仲の良い会社の同期2人（男）と飲んだら、エロい雰囲気になって宅飲み3P。その後も関係が続いて…オフィス、自宅で、ハメまくった美人OL 矢埜愛茉（6月6日、SODクリエイト）※5月21日先行配信[56]
- 芸能人の風俗初体験フルコース 会員制の高級風俗で最高のおもてなしサービス 矢埜愛茉（7月11日、SODクリエイト）※6月11日先行配信[108]
- ロケ帰り相部屋NTR 大雪で帰れなくなったお天気お姉さんが陰険な中年ディレクターの粘着パワハラチ○ポで開発され続けた一晩。矢埜愛茉（8月8日、SODクリエイト）※7月2日先行配信[56][109]
- 芸能人の極上ベロキス、我を忘れて貪り合う濃密接吻。 矢埜愛茉（9月12日、SODクリエイト）※8月6日先行配信[55]
- 体の相性が最高なコンビニパート主婦Yさんとは休憩2時間のショートタイム密会でも最低3回は射精（だ）せる 矢埜愛茉（10月10日、SODクリエイト）※9月3日先行配信
- 一泊二日で12 発射精しちゃうヤリまくりイチャイチャ温泉旅行 矢埜愛茉（11月7日、SODクリエイト）※10月1日先行配信[56][110]
- 絶頂開発 小柄な敏感BODYをガクブル震わせながらジブン史上最高の激イキ！巨根大絶頂 矢埜愛茉（12月12日、SODクリエイト）※11月5日先行配信[56][111][112]

##### 2025年
- 田舎に帰省している元グラドルの干物女が童貞の義弟を筆おろししてあげたら暴走が止まらず絶倫性交し続けた夏の思い出 矢埜愛茉（1月9日、SODクリエイト）※12月3日先行配信[56]
- エロかわコスプレ大集合SP！！ 4本番SEX×6COSPLAY×9発顔面発射 男の妄想を体現したラッキースケベシチュエーション 矢埜愛茉【特典映像収録版】（2月6日、SODクリエイト）※1月7日先行配信[56][113]
- 【VR】【8K】矢埜愛茉 VR解禁。芸能人の彼女とキスだらけのいちゃらぶ同棲生活。（2月23日、SODクリエイト）
- 美人女子アナが働き詰めの裏方スタッフの汚いチ●ポを全力奉仕のフェラチオで癒してくれるチンしゃぶ大好き10射精 矢埜愛茉（3月6日、SODクリエイト）※2月4日先行配信
- 芸能人、初めての筆おろし。エロくて優しい世話焼きグラドルが、オクテ童貞くんたちをひとつ屋根の下で密着エッチにリードしまくる共同生活ドキュメント。 矢埜愛茉（4月10日、SODクリエイト）※3月4日先行配信
- 【VR】【8K】「幸せホルモン」ドバドバ ソープランド。芸能人が全力でもてなす―…癒しと快楽に特化した密着ぬるぬるプレイ。しかも発射は無制限。矢埜愛茉（4月14日、SODクリエイト）
- 妹がシンママとなって実家に出戻り初体験を捧げた兄に産後処女をまた奪われた。矢埜愛茉（5月8日、SODクリエイト）※4月1日先行配信[114]
- 週3で自宅に訪問するホームヘルパーさんと独身息子が介護の隙間時間で即性交していた1年間の肉体関係記録 矢埜愛茉（6月12日、SODクリエイト）※5月6日先行配信
- 禁欲和服美人 汗・潮・愛液溢れ出るキメセク性交 矢埜愛茉（7月10日、SODクリエイト）※6月3日先行配信
- 息子が通う保育園の美人先生と妻子が実家に帰省中に自宅密会をして1週間ヤリまくった絶倫不倫セックス 矢埜愛茉（8月7日、SODクリエイト）※7月1日先行配信
- 「矢埜愛茉と常に性交」朝から晩まで1日中ず～っと挿れっぱなしぶっ続けデカチン即ハメえっち（9月11日、SODクリエイト）※8月5日先行配信

### 電子書籍
前田美里 名義
- VIVID GIRL 前田美里Single1〜7、 best+α（2020年7月〜9月、ビビットキャスト）

矢埜愛茉 名義
- ヌードジェニックな彼女（2024年2月19日、小学館、撮影：佐藤佑一）[115]

### 写真集
前田美里 名義
- 1st写真集『#カレのカメラロール』（2022年2月14日、光文社、撮影：矢野誠二） [116] ISBN 978-4-334-90285-8
- 2nd写真集『記憶の雫』（2023年9月29日、講談社、撮影：青山裕企) [19][20] ISBN 978-4-06-533526-0

矢埜愛茉 名義
- 『ema』（2024年6月19日、双葉社、撮影：富田恭透）ISBN 9784575318838[40]

## その他

### パチンコ
- CRリアル鬼ごっこ（2015年9月）佐藤美里 役 [117]

### WEB
- 前田美里の「坂道が好きだ！」（2019年11月 - 2021年5月、EXweb）全73回連載終了[118][119]

### モデル
- mim（2021年2月 - ）[120]

### YouTube
- やのえまちゃんねる（2021年7月 - ）[121]　※旧名：前田美里ちゃんねる